# جين كوكريل
جين كوكريل (بالإنجليزية: Gene Cockrell)‏ هو لاعب كرة القدم الكندية أمريكي، ولد في 10 يونيو 1934 في بامبا في الولايات المتحدة.

## وصلات خارجية
- جين كوكريل على موقع مرجع كرة القدم المحترفة.كوم (الإنجليزية)
- جين كوكريل على موقع JustSportsStats.com (الإنجليزية)